# Hunter - Ritorno in polizia
Hunter - Ritorno in polizia è un film per la televisione del 2003, diretto dal regista Jefferson Kibbee. Terzo film TV ispirato alla famosa serie tv Hunter.

## Trama
San Diego, California. Randall Skaggs esce di prigione in libertà vigilata e vuole vendicarsi di Hunter, che lo aveva fatto arrestare. Intanto al detective e alla collega McCall viene affidato uno strano caso: sembra che delle carcerate siano responsabili di alcune rapine.